# بيل بروس ريد
بيل بروس ريد (بالإنجليزية: Isabelle Reid)‏ هي فلاحة وبيطرية أسترالية، ولدت في 21 ديسمبر 1883 في ملبورن في أستراليا، وتوفيت في 13 ديسمبر 1945 في كانتربيري في المملكة المتحدة بسبب خثار.